# ترتو اولیکول ۳۵۰
ترتو اولیکول ۳۵۰ (به لاتین: Tartu Ülikool 350) یک کوه در تاجیکستان است که در پامیر واقع شده‌است. ترتو اولیکول ۳۵۰ ۶٬۲۵۸ متر بالاتر از سطح دریا واقع شده‌است.